# Daemonorops sepal
Daemonorops sepal är en enhjärtbladig växtart som beskrevs av Odoardo Beccari. Daemonorops sepal ingår i släktet Daemonorops och familjen Arecaceae. Inga underarter finns listade i Catalogue of Life.